# سیارک ۶۹۷۰
سیارک ۶۹۷۰ (به انگلیسی: 6970 Saigusa، نامگذاری:1992AL1) شش هزار و نهصد و هفتادمین سیارک کشف شده‌است که در ۱۰ ژانویه ۱۹۹۲ کشف شد.
قدر مطلق سیارک برابر ۱۳٫۳۰ است.